# 리타 파보네

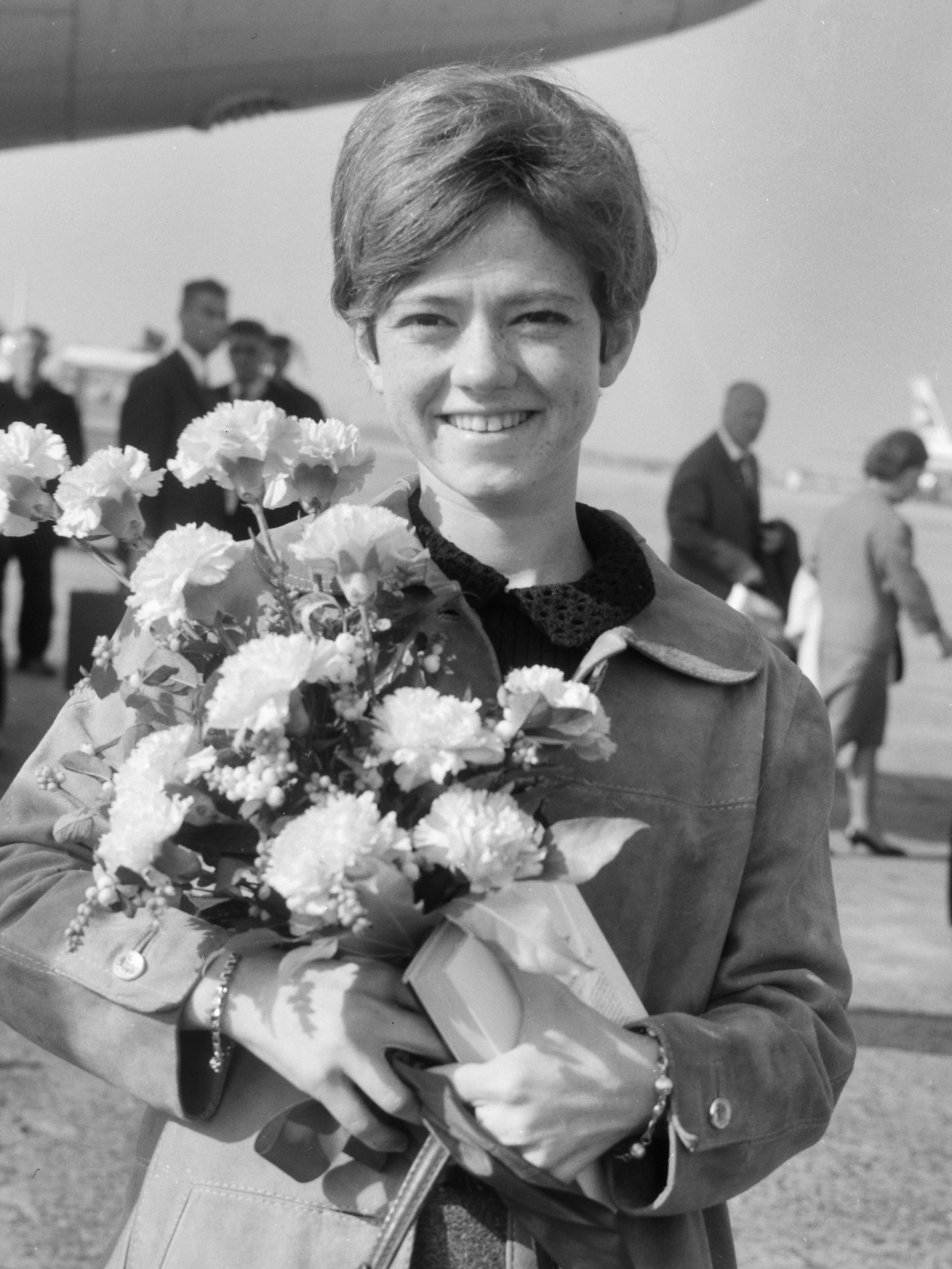
1965년

리타 파보네(Rita Pavone, 1945년 8월 23일 ~ )는 1960년대 성공한 이탈리아의 발라드, 록 가수이다. 여배우이기도 하다.
북이탈리아의 토리노에서 출생이다. 10세 때 이미 노래 콘테스트에 입상하였다. 1959년, 자기가 사는 거리의 극장에 출연하였으며, 1960년이 되자 나폴리라든가 밀라노까지 순회하며 공연한 바 있다. 1962년에는 아리시아에서의 신인 콘테스트에서서 우승, 유명한 프로듀서 테디 레노에게 스카우트돼 RCA 이탈리아나 레코드와 계약하였다. 데뷔는 <사랑이 풋볼>이며, 계속해서 레코드가 히트, 순식간에  톱에 올라섰다.